# Brooks Robinson
Pour les articles homonymes, voir Robinson.
Brooks Calbert Robinson, né le 18 mai 1937 à Little Rock (Arkansas) et mort le 26 septembre 2023 à Owings Mills (Maryland),,, est un joueur américain des ligues majeures de baseball, surnommé the Human Vacuum Cleaner, Mr. Hoover et Mr. Oriole.

## Biographie
Brooks Robinson est né à Little Rock (Arkansas), de Brooks Calbert et d'Ethel Mae (née Denker) Robinson. Son père travaille pour Colonial Bakery à Little Rock et devient plus tard capitaine du service d'incendie de Little Rock. Sa mère travaille pour Sears Roebuck & Company, puis dans le bureau du contrôleur de la capitale.
Son père joue au deuxième but pour une équipe semi-professionnelle. Jeune, Brooks Robinson Jr. a livré la Gazette de l'Arkansas à vélo, a également exploité le tableau de bord et vendu des boissons non alcoolisées à Lamar Porter Field.
Après avoir obtenu son diplôme du lycée de Little Rock le 27 mai 1955, où il est recruté pour le programme de baseball des Razorbacks de l'Arkansas à Fayetteville,, il joue en Amérique du Sud en 1955 et à Cuba en 1957. Pendant la saison morte de 1956 à 1957, puis à nouveau en 1958, il suit deux semestres d’hiver à l’Université de Little Rock, où il se spécialise en affaires. Il entre dans l'armée en 1959 et rejoint la Garde nationale de l'Arkansas juste avant son enrôlement dans l'armée des États-Unis.

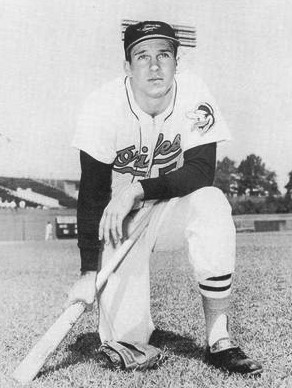
Brooks Robinson en 1963.

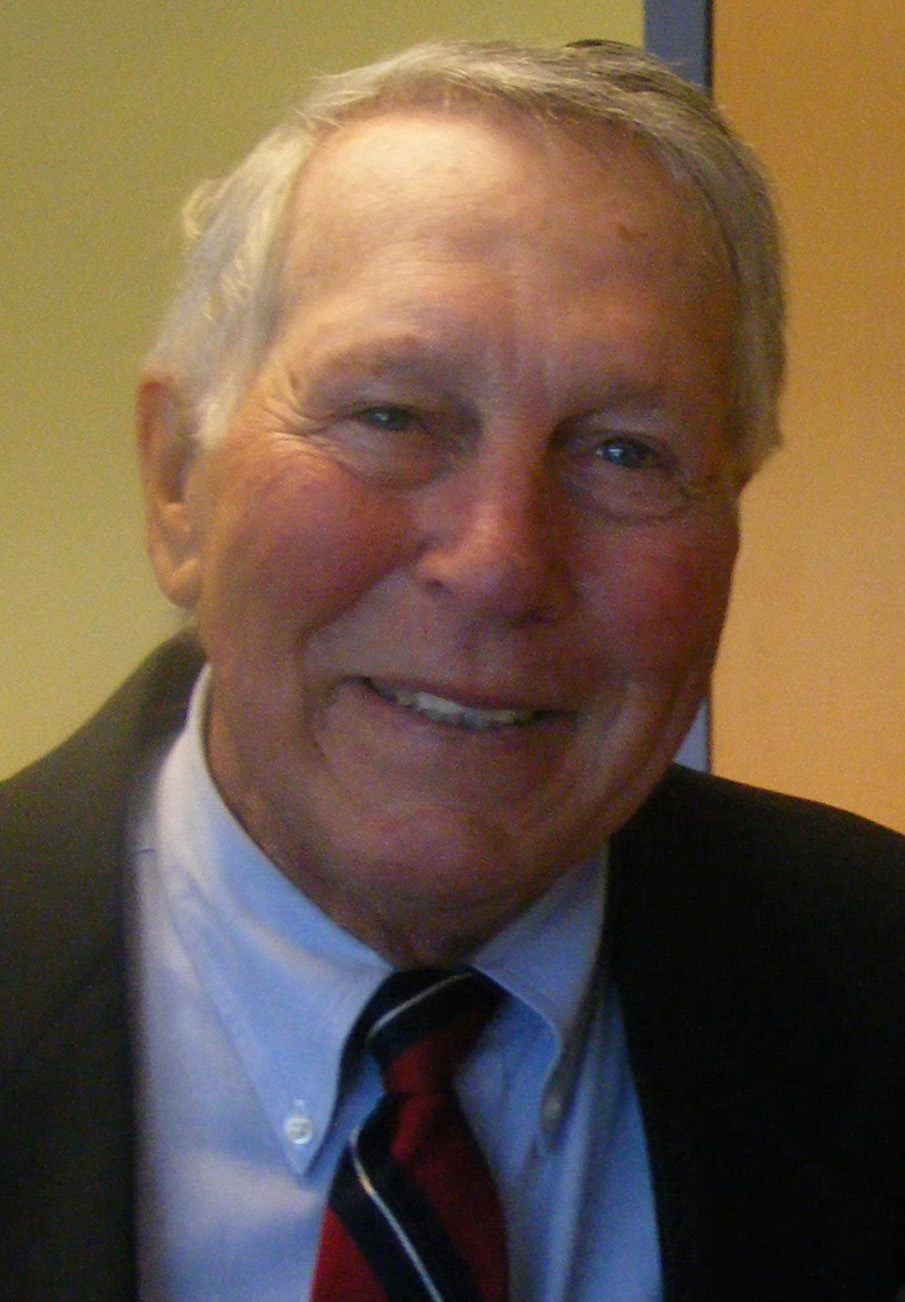
Brooks Robinson en 2010.

Il joue toute sa carrière avec les Orioles de Baltimore comme joueur de troisième but. En 1964, Brooks Robinson gagne le prix du Meilleur joueur de la ligue américaine. Il est sélectionné 15 fois d'affilée dans l'équipe des étoiles. Meilleur joueur défensif de la ligue, il remporté 16 fois d'affilée le gant doré de la ligue américaine pour un joueur de troisième but. Il prend sa retraite après 23 saisons avec la même équipe. Les Orioles ont retiré le numéro de son uniforme à la fin de sa finale de saison en 1977.
Il est élu au temple de la renommée du baseball en 1983.
Ses 23 saisons avec une seule équipe représentent le record pour un joueur de la Ligue majeure, égalé par la suite par Carl Yastrzemski. Il est élu dans l'équipe du siècle de baseball en 1999 en reconnaissance de sa longévité. Il a obtenu 16 gants dorés durant sa carrière, ex æquo pour le plus grand nombre de récompenses défensives avec Greg Maddux et Jim Kaat, deux lanceurs.

## Palmarès
- Meilleur joueur des ligues majeures en 1964
- Meilleur joueur des World Series en 1970
- Vainqueur 16 fois du gant doré

## Statistiques en carrière
| Statistiques de frappeur |                |                |      |       |      |      |     |    |     |      |    |    |     |     |       |       |       |
| Saison                   | Équipe         | Ligue          | G    | AB    | R    | H    | 2B  | 3B | HR  | RBI  | SB | CS | BB  | SO  | BA    | OBP   | SLG   |
| Totaux                   | 23 saisons MLB | 23 saisons MLB | 2896 | 10654 | 1232 | 2848 | 482 | 68 | 268 | 1357 | 28 | 22 | 860 | 990 | 0,267 | 0,322 | 0,401 |